# GPS-tid

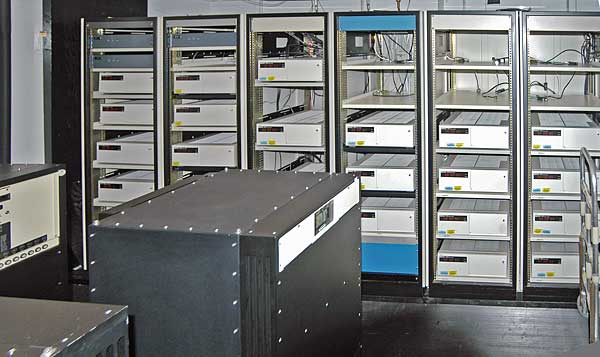
En av de 20 klimatkammare med atomur som utgör huvudklockan (eng. Master Clock). De vita lådorna i bakgrunden är cesiumur och de svarta skåpen i förgrunden är väteur.

GPS-tid är den tidsskala som används inom GPS. GPS-tiden synkroniserades med UTC 1980 och ligger därmed alltid 19 sekunder före den Internationella atomtiden. Den korrigeras inte för att matcha jordens rotation, och uppdateras därför inte med de skottsekunder som UTC justeras med. GPS-tiden låg 14 sekunder före UTC år 2010 och för varje ny skottsekund kommer GPS-tiden att hamna ytterligare en sekund före UTC.

## GPS-tidens implementering

### GPS-tiden
GPS-tiden (eng. Composite Clock, CC) är en "pappersklocka" som är av en sammanräkning av alla klockor i kontroll- och rymdsegmentet. GPS-tiden var tidigare kopplad till någon av klockorna i kontrollsegmentet. Vilken av klockorna som styrde de andra varierade. Skottsekunder läggs inte till systemklockan, som har sin epok, eller början, midnatt 6 jan 1980 UT (universell tid). Däremot innehåller GPS-signalens C/A-kod antalet skottsekunder i sitt navigationsmeddelande.

### USNO:s huvudklocka
Amerikanska flottans observatorium (eng. U.S. Naval Observatory, USNO), som ansvarar för GPS-tiden, har en huvudklocka (eng. Master Clock, MC), även den en "pappersklocka", som GPS-tiden styrs mot så att den har samma takt. Den består av en mängd atomur, 50 cesiumbaserade och 12 vätebaserade, utplacerade i 20 klimatkammare. En andra huvudklocka (eng. Master Clock 2, MC #2) består av endast ett vätebaserat atomur som styrs mot genomsnittet av klockorna i huvudklockan, uträknat var hundrade sekund, så att den på det sättet blir en fysisk realisering av deras genomsnitt. Den andra huvudklockans tid är dessutom styrd mot Internationella byrån för mått och vikts implementering av UTC-tiden, och bildar på så sätt tidsskalan UTC(USNO), som är USNO:s implementering av UTC.

### GPS-tiden och USNO:s UTC-tidsskala
Förutom att GPS-signalernas C/A-kod innehåller antalet skottsekunder, så innehåller det även två konstanter, A0 och A1, tids- och frekvensskillnaden mellan GPS-tiden och UTC(USNO). Med deras hjälp kan man, med en lämplig GPS-mottagare, fastställa tiden på tidsskalan UTC(USNO) med ett fel på endast 15 ns (nanosekunder, miljarddels sekunder).